# Uretră membranoasă
Uretra membranoasă sau partea intermediară a uretrei masculine este cea mai scurtă, mai puțin dilatată și, cu excepția meatului urinar, cea mai îngustă parte a uretrei.
Se intinde în jos și înainte, cu o ușoară concavitate anterioară, între vârful prostatei și bulbul uretrei, perforând diafragma urogenitală aproximativ 2,5 cm sub și în spatele simfizei pubiene.
Partea din spatele bulbului uretral se află în apoziție cu fascia inferioară a diafragmei urogenitale, dar porțiunea sa superioară diferă oarecum de această fascie: peretele anterior al uretrei membranoase este astfel prelungit pe o distanță scurtă în fața diafragmei urogenitale; măsoară aproximativ 2 cm în lungime, în timp ce peretele posterior care este între cele două fascii ale diafragmei este de numai 1,25 cm lungime. S-a raportat că variația anatomică a măsurătorilor în lungime a uretrei membranoase la bărbați variază de la 0,5 cm la 3.4 cm.
Porțiunea membranoasă a uretrei este complet înconjurată de fibrele spfincterului uretral membranos.
În fața ei, vena dorsală profundă a penisului pătrunde în pelvis între ligamentul transvers al pelvisului și ligamentul pubian arcuat; de ambele părți, aproape de terminarea sa, se află glandele bulbouretrale (Copwer).

## Imagini suplimentare

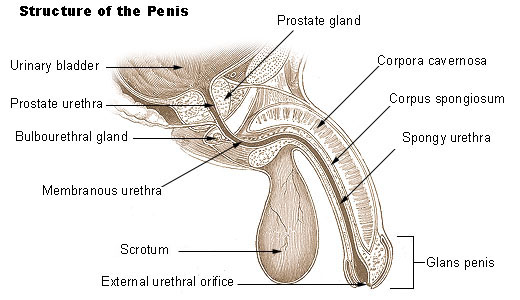
Structura penisului
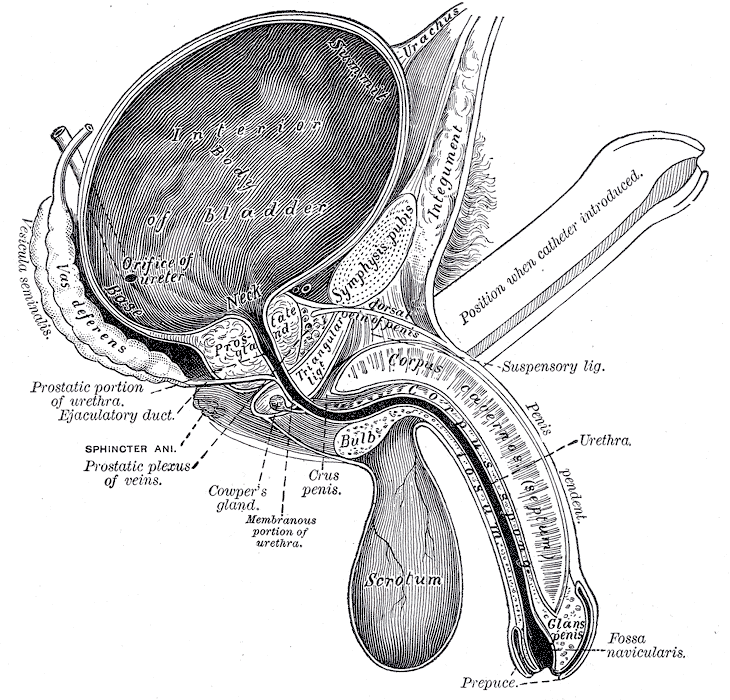
Secțiunea verticală a vezicii urinare, penisului și uretrei.